# Distrito de Hinterrhein
El distrito de Hinterrhein (hispanizado Rin Posterior, en alemán Bezirk Hinterrhein, en romanche District dal Rain Posteriur) era uno de los once distritos del Cantón de los Grisones. Era el sexto distrito por superficie (617,63 kilómetros), y el séptimo en población (12504 hab. en 2008). El 1 de enero de 2017 fue suplantado por la región de Viamala.

## Geografía
Limitaba al noroeste con el distrito de Surselva, al norte con el de Imboden, al noreste con el de Albula, al sureste y suroeste con el de Moesa, al sur con la provincia de Sondrio (Italia), y al oeste con el distrito de Blenio (TI).

## Historia
El distrito de Hinterrhein regrupaba en 1851 los círculos de Schams, Rheinwald y de Avers. El distrito correspondía al 6° distrito del Rin posterior creado por la República Helvética en el cantón de Recia (1801). Desde el 12 de marzo de 2000, engloba también los círculos de Domleschg y de Thusis, y desde el 1 de enero de 2001, el antiguo distrito de Heinzenberg, sin el círculo de Safien.

## Comunas por círculo
| Círculo de Avers | Círculo de Avers       | Círculo de Avers |
| Comunas          | Población (31.12.2014) | Superficie km²   |
| ---------------- | ---------------------- | ---------------- |
| Avers            | 167                    | 93,12            |

| Círculo de Domleschg | Círculo de Domleschg   | Círculo de Domleschg |
| Comunas              | Población (31.12.2014) | Superficie km²       |
| -------------------- | ---------------------- | -------------------- |
| Almens               | 225                    | 8,34                 |
| Fürstenau            | 362                    | 1,32                 |
| Paspels              | 498                    | 4,59                 |
| Pratval              | 241                    | 0,77                 |
| Rodels               | 269                    | 1,68                 |
| Rothenbrunnen        | 309                    | 3,11                 |
| Scharans             | 830                    | 14,29                |
| Sils im Domleschg    | 924                    | 9,28                 |
| Tomils4              | 706                    | 30,56                |

| Círculo de Rheinwald | Círculo de Rheinwald   | Círculo de Rheinwald |
| Comunas              | Población (31.12.2014) | Superficie km²       |
| -------------------- | ---------------------- | -------------------- |
| Hinterrhein          | 65                     | 48,30                |
| Nufenen              | 157                    | 28,03                |
| Splügen²             | 384                    | 60,49                |
| Sufers               | 128                    | 34,62                |

| Círculo de Schams | Círculo de Schams      | Círculo de Schams |
| Comunas           | Población (31.12.2014) | Superficie km²    |
| ----------------- | ---------------------- | ----------------- |
| Andeer5           | 903                    | 46,30             |
| Casti-Wergenstein | 51                     | 25,62             |
| Donat¹            | 206                    | 4,67              |
| Ferrera³          | 88                     | 75,46             |
| Lohn              | 41                     | 8,17              |
| Mathon            | 51                     | 15,13             |
| Rongellen         | 57                     | 2,02              |
| Zillis-Reischen   | 410                    | 24,48             |

| Círculo de Thusis | Círculo de Thusis      | Círculo de Thusis |
| Comunas           | Población (31.12.2014) | Superficie km²    |
| ----------------- | ---------------------- | ----------------- |
| Cazis6            | 2144                   | 31,18             |
| Flerden           | 223                    | 6,09              |
| Masein            | 475                    | 4,20              |
| Thusis            | 2994                   | 6,81              |
| Tschappina        | 128                    | 24,67             |
| Urmein            | 135                    | 4,33              |

### Fusiones
- ¹1 de enero de 2003: Donat y Patzen-Fardün → Donat.
- ²1 de enero de 2006: Splügen y Medels im Rheinwald → Splügen.
- ³1 de enero de 2008: Ausserferrera y Innerferrera → Ferrera.
- 41 de enero de 2009: Feldis/Veulden, Scheid, Trans y Tumegl/Tomils → Tomils.
- 51 de enero de 2009: Andeer, Clugin y Pignia → Andeer.
- 61 de enero de 2010: Cazis, Portein, Präz, Sarn y Tartar → Cazis

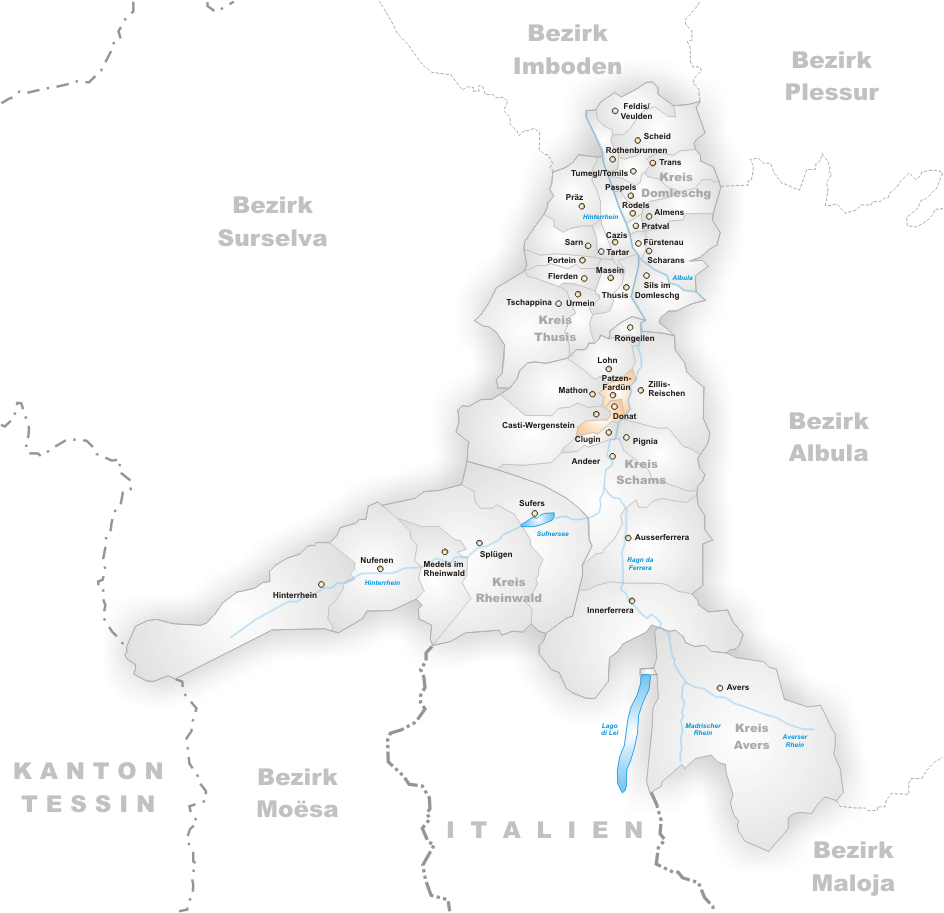
Comunas hasta 2002
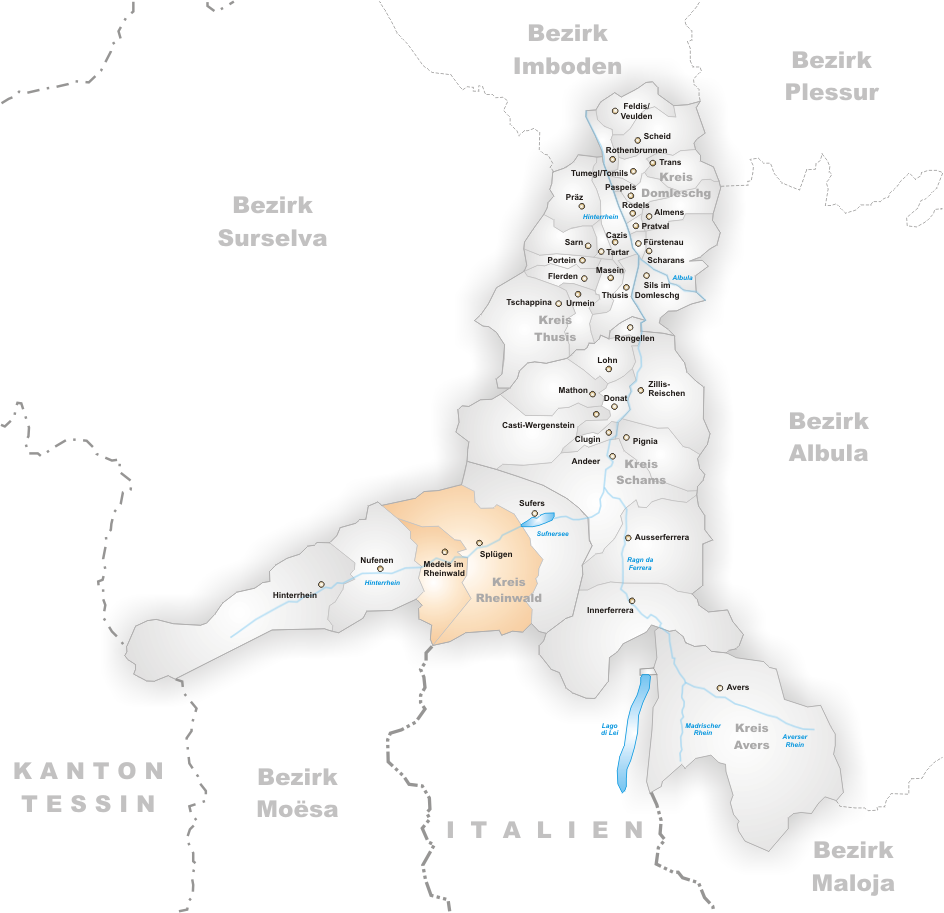
Comunas hasta 2005
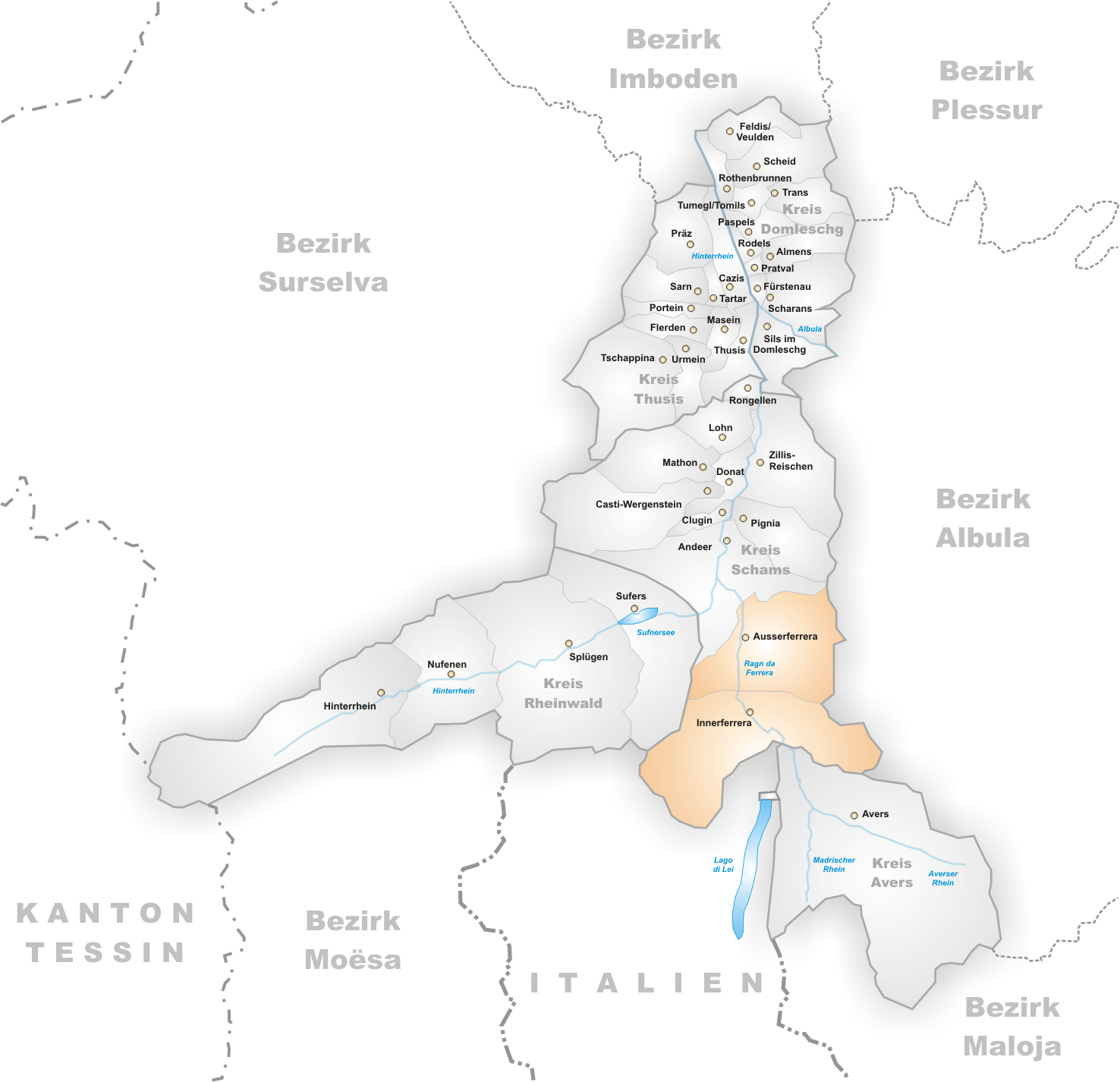
Comunas hasta 2007
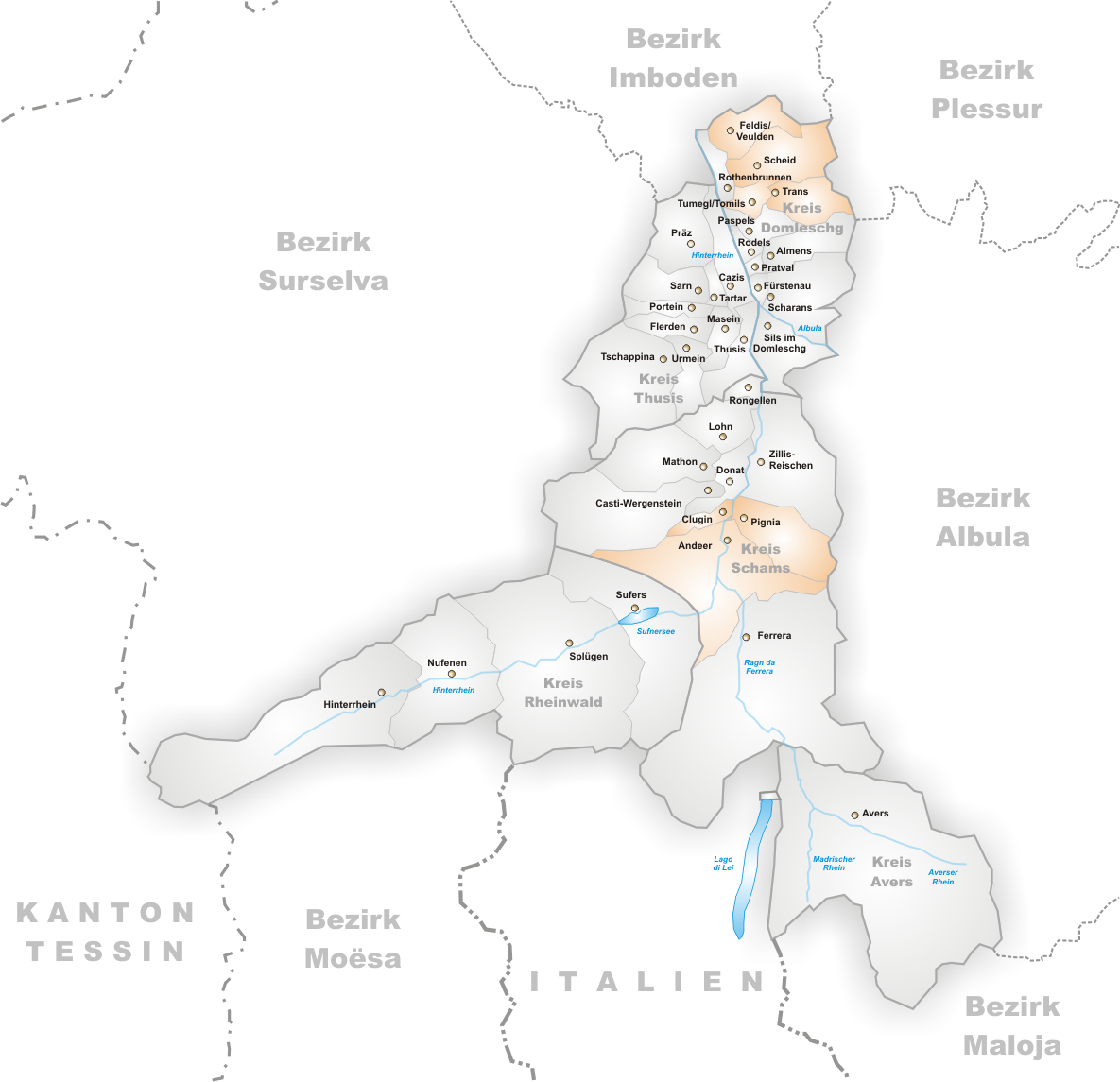
Comunas hasta 2008
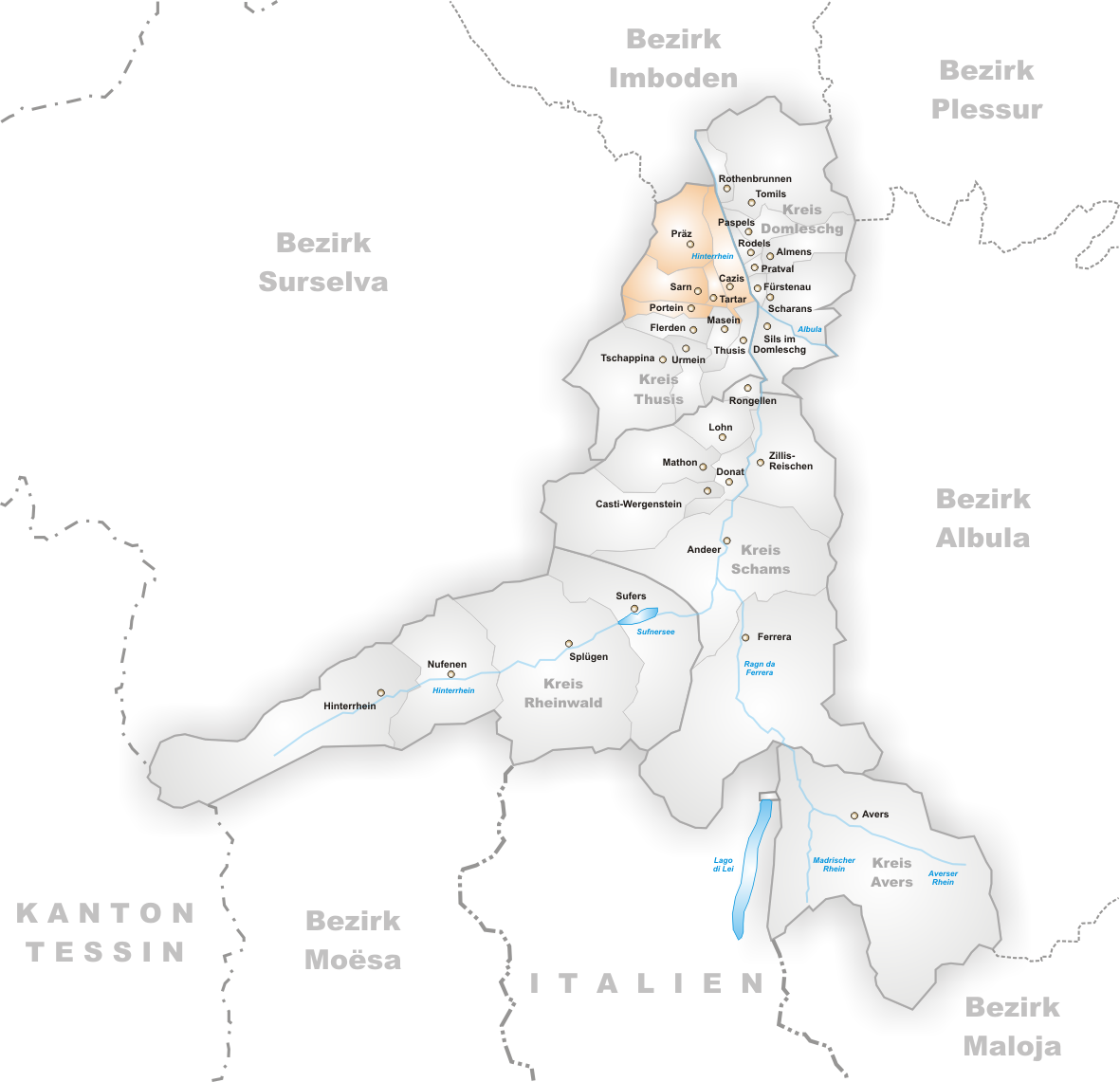
Comunas hasta 2009